# Santo (canção)
"Santo" é uma canção da cantora e compositora norte-americana Christina Aguilera e do cantor porto-riquenho Ozuna. A música foi lançada em 20 de janeiro de 2022, através da Sony Music Latin, servindo como o terceiro single do extended play (EP) de Aguilera, La Fuerza (2022), marcando a primeira vez que a dupla colaborou em uma faixa. Foi composta por ambos em conjunto com Josh Barrios, Gale e DallasK, sendo produzida pelo último, ao lado de Rafael Arcaute e Federico Vindver. A música mistura reggaeton e pop de forma cativante e sensual.

## Vídeo de música
O videoclipe dirigido por Nuno Gomes e filmado em Las Vegas foi lançado em 20 de janeiro de 2022.

## Faixas e formatos
Download digital/streaming
1. "Santo" – 3:03

## Histórico de lançamento
| Região | Data                  | Formato                    | Versão   | Gravadora        | Ref.  |
| ------ | --------------------- | -------------------------- | -------- | ---------------- | ----- |
| Várias | 20 de janeiro de 2022 | Download digital streaming | Original | Sony Music Latin | [ 5 ] |